# 기능 (공학)
공학에서 기능(function)은 시스템이 수행할 수 있는 특정 프로세스, 동작 또는 과업으로 해석된다.

## 공학 설계에서
공학 프로젝트의 수명 주기에서는 일반적으로 요구사항 및 기능 명세서 문서가 이어진다. 요구사항은 일반적으로 요청된 시스템의 가장 중요한 속성을 지정한다. 설계 명세서 문서에서는 물리적 또는 소프트웨어 프로세스 및 시스템이 요청된 기능인 경우가 많다.

## 제품에서
기술 제품의 광고 및 마케팅을 위해 제품이 수행할 수 있는 기능의 수가 종종 계산되어 홍보에 사용된다. 예를 들어 덧셈, 뺄셈, 곱셈, 나눗셈과 같은 기본 수학 연산이 가능한 계산기는 "4가지 기능" 모델이라고 불리며, 과학, 금융 또는 통계 계산과 같은 다른 연산이 추가될 때 광고주들은 "57가지 과학 기능" 등으로 말한다. 스톱워치 및 타이머 기능이 있는 손목시계도 마찬가지로 지정된 수의 기능을 주장할 것이다. 주장을 극대화하기 위해 제품의 기능을 크게 향상시키지 않는 사소한 작업도 계산될 수 있다.

## 같이 보기
- 프로세스
- 시스템
- 효용